# جامعة مينهو
جامعة مينهو (بالبرتغالية: Universidade do Minho‏) هي جامعة حكومية في البرتغال، تتكون من أربع مقار وهي:
- لارغو دو باكو في براغا
- الحرم الجامعي لجوالتار، في براغا
- كونفينتو دوس كونريغادوس، في براغا
- حرم أزوريم في غيماريش